# Louis le Brocquy
Louis le Brocquy (Dublino, 10 novembre 1916 – Dublino, 25 aprile 2012) è stato un pittore irlandese.
La sua opera è caratterizzata da figure semplici e stilizzate, portate al limite del surrealismo alla maniera di Francis Bacon.
Nel 1956 ha rappresentato l'Irlanda alla biennale di Venezia ricevendo il Premio Acquisito Internationale con l'opera A Family successivamente inserita nella mostra Cinquante Ans d'Art Moderne all'Expo 1958 svoltasi a Bruxelles.
Le sue opere sono esposte in numerosi ed importanti musei come la Tate Gallery di Londra ed il Guggenheim Museum di New York, inoltre fu il primo pittore vivente ad essere inserito nella Permanent Irish Collection nella National Gallery of Ireland.